# دنیاگیری کووید-۱۹ در لوکزامبورگ
دنیاگیری کووید-۱۹ در لوکزامبورگ بخشی از دنیاگیری بیماری کروناویروس ۲۰۱۹ در جهان است. اولین مورد تأیید شده در لوکزامبورگ در ۲۹ فوریه ۲۰۲۰ در شهر لوکزامبورگ اعلام شد.